# Bofors 37-mm-PaK

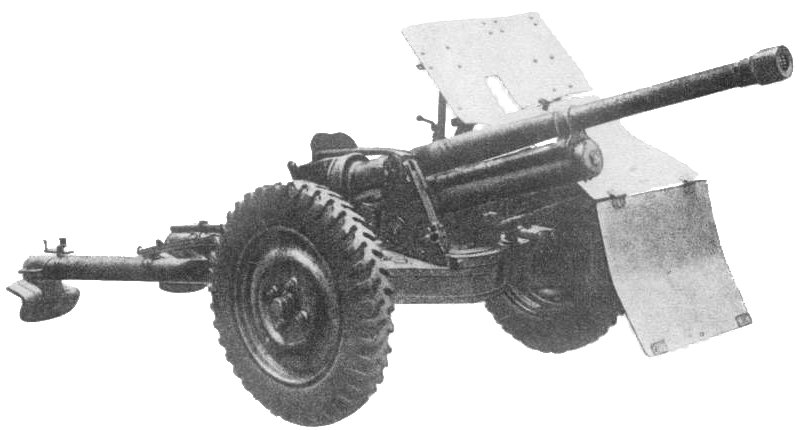
Beschädigte 37-mm-Bofors-Pak

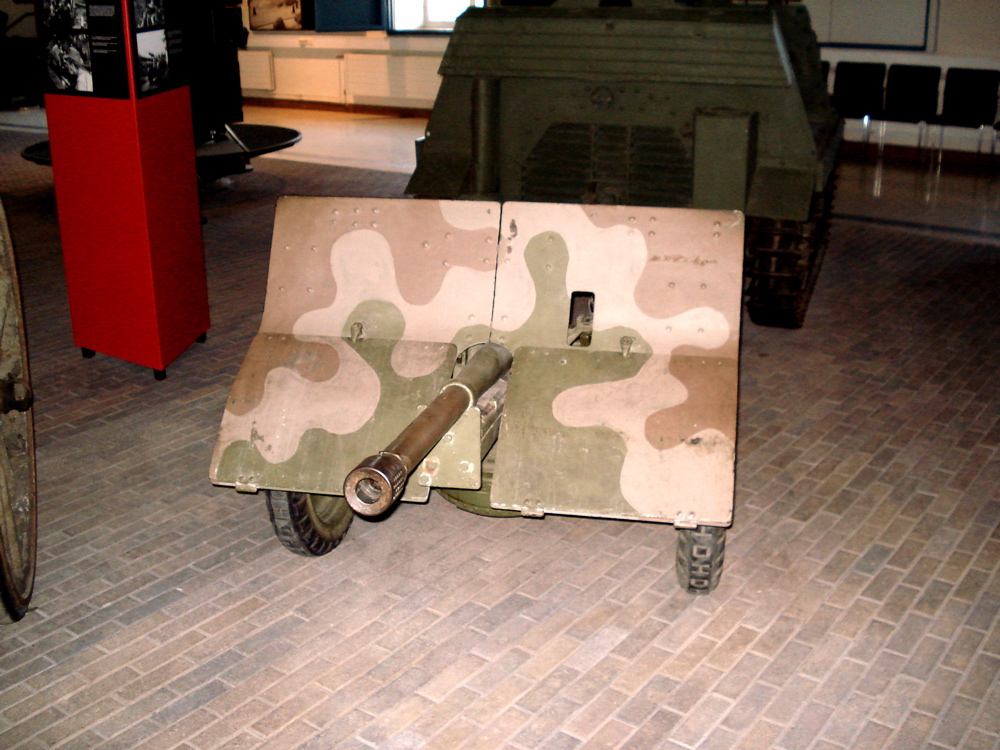
Finnische 37-mm-Bofors-Kanone

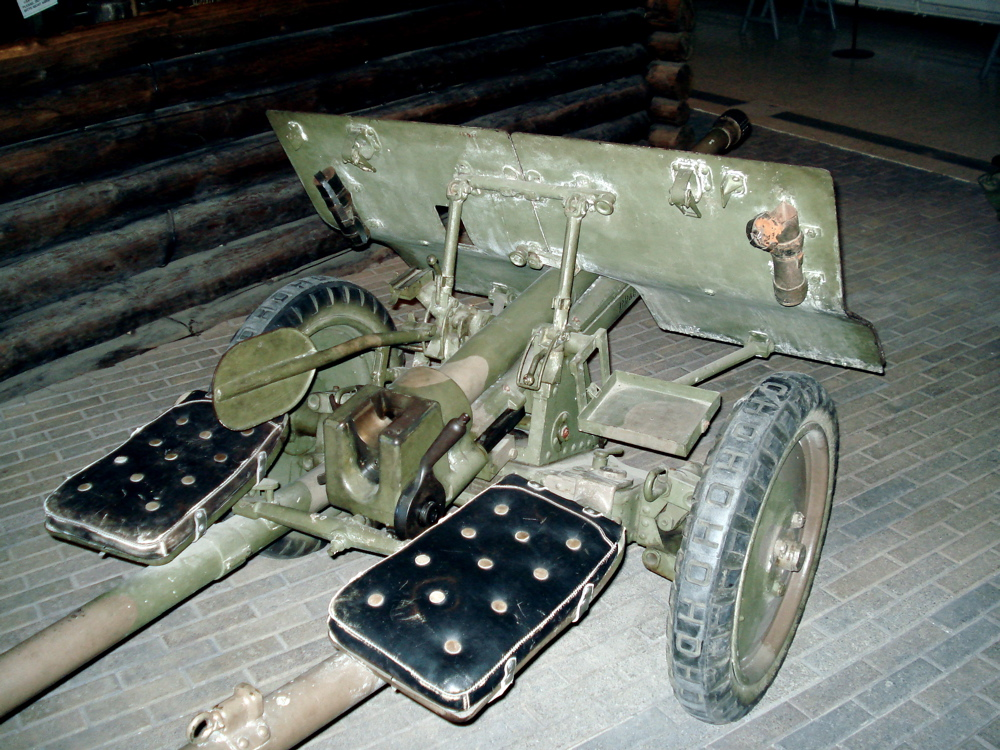
Finnische 37-mm-Bofors-Kanone

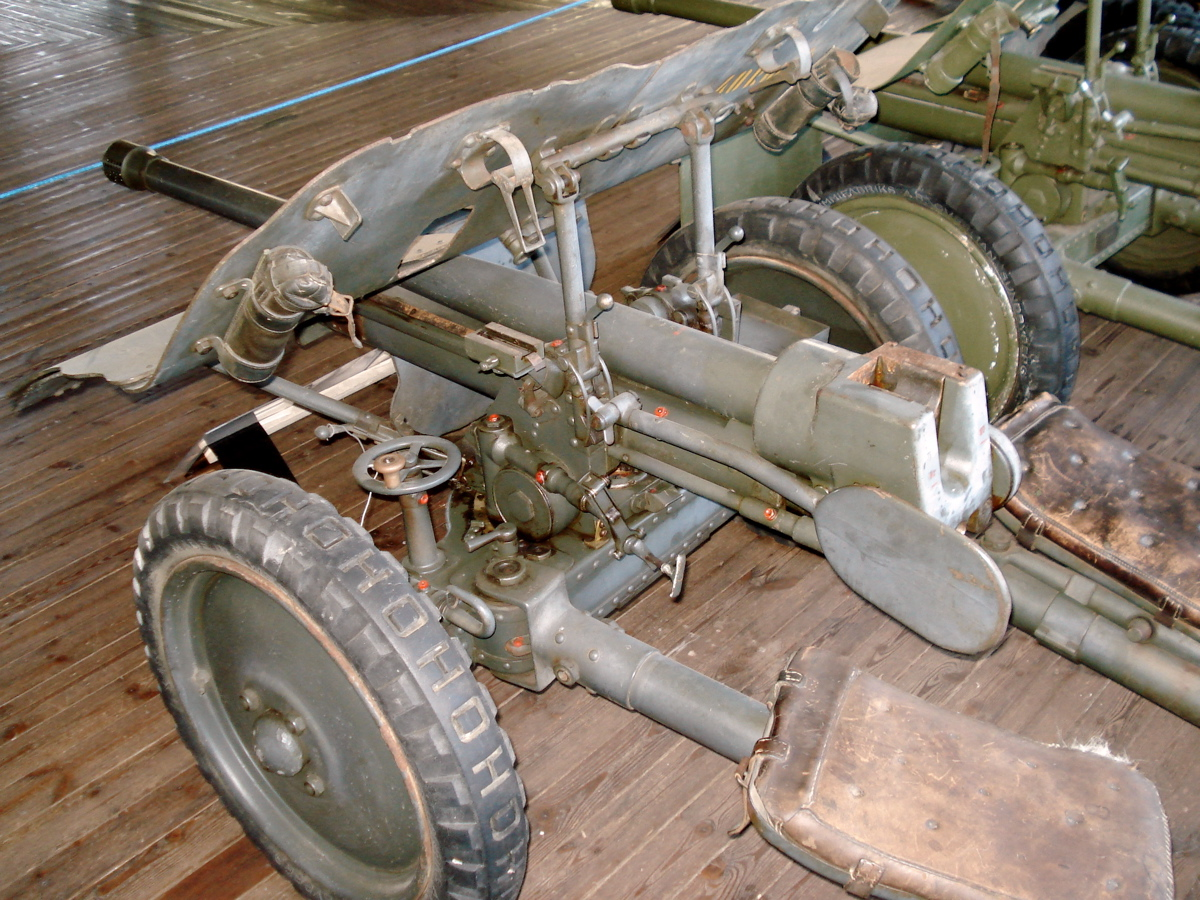
Schwedische Kanone im Panzer-Museum Parola (Finnland)

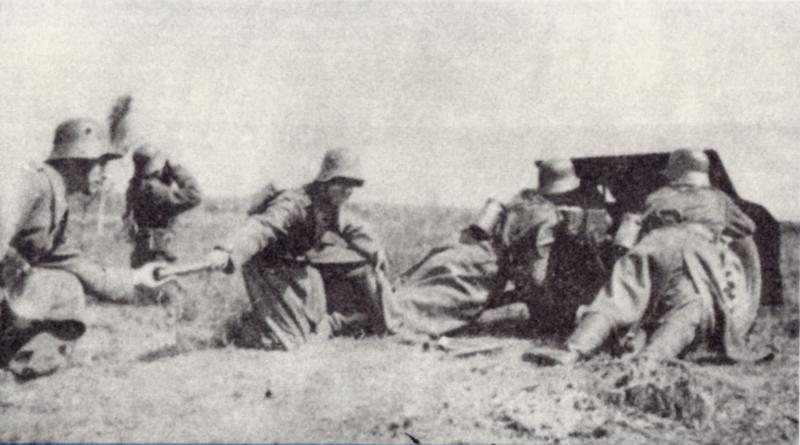
Polnische wz.36 während eines Übungseinsatzes

Die Bofors-37-mm-Kanone war eine Panzerabwehrkanone, die vom schwedischen Produzenten Bofors in den frühen 1930er-Jahren konzipiert wurde. Die Bofors 37 mm wurde hauptsächlich zu Beginn des Zweiten Weltkriegs von den Armeen vieler Staaten genutzt.

## Entwicklungsgeschichte
Die PaK wurde ursprünglich vom schwedischen Hersteller Bofors hauptsächlich zu Exportzwecken entwickelt. Der erste Prototyp wurde im Jahr 1932 gefertigt, der Entwicklungsprozess dauerte jedoch weiter bis 1934 an. Die Niederlande waren die ersten Abnehmer mit zwölf Stück im Jahr 1935, später folgten noch viele weitere Bestellungen.
In Dänemark, Finnland, den Niederlanden und Polen wurden Lizenznachbauten gefertigt.
Der Lauf war ein Einzelblocktyp mit einem halbautomatischen zusammenschiebbaren Verschluss und einer kleinen Mündungsbremse. Er war auf einer Lafette montiert, die Metallaufhängungen und Metallräder mit Gummireifen hatte. Um dem bedienenden Personal ein wenig Schutz vor Schusswaffen und Geschosssplittern zu gewähren, wurde die Kanone mit einem 5 mm dicken Metallschild ausgerüstet.

## Verwender
DänemarkEine Version mit einer etwas stärkeren Patrone wurde vom dänischen Staatsarsenal Hærens Vaabenarsenal gefertigt und als 37 mm Fodfolkskanon m1937 in Dienst gestellt. Im Jahr 1945 brachten dänische Truppen bei ihrer Rückkehr einige schwedische Modelle aus dem Jahr 1938 mit.
 Finnland114 Stück wurden als 37 PstK/36 in den Jahren 1938 und 1939 gekauft; einige davon wurden 1940 an Schweden zurückgegeben. Des Weiteren erhielten die finnischen Streitkräfte 1940/41 42 Exemplare der polnischen Version, welche die deutsche Wehrmacht beim Überfall auf Polen erbeutet hatte, und von den lokalen Produzenten Tampella und VTT (Valtion Tykkitehdas – Staatliche Artilleriefabrik) wurden in den Jahren 1939 bis 1941 insgesamt 355 Stück hergestellt. Zum Ausbruch des Winterkrieges im Jahr 1939 besaß die finnische Armee 98 Stück. Die Waffe verblieb bis 1986 in den Inventarlisten der finnischen Armee.
 Deutsches ReichWährend des Überfalls auf Polen erbeutete Exemplare wurden als 3,7 cm PaK 36(p) und die dänischen Exemplare aus dem Unternehmen Weserübung als 3,7 cm PaK 157(d) eingesetzt.
 Niederlande12 Stück wurden 1935 bei Bofors bestellt, zusätzlich gab es eine lokal hergestellte Version.
 PolenAls wz.36 bestellte die polnische Armee 300 Stück, außerdem wurden mehrere hundert weitere Exemplare von SMPzA (Stowarzyszenie Mechaników Polski z Ameryki) in Pruszków produziert, von denen einige exportiert wurden; vor dem deutschen Überfall auf Polen waren rund 1.200 vorhanden. Eine Panzer-Variante mit der Bezeichnung wz.37 wurde in die Panzer 7TP (Einzelturm), 9TP (Prototyp), 10TP (Prototypen) und TKS-D (Prototypen) eingebaut. Vor Kriegsbeginn wurden 111 Stück produziert.
 Rumänien556 Stück frühere polnische PaK wurden der deutschen Wehrmacht abgekauft.
 SpanienEinige Stück wurden von Republikanern während des spanischen Bürgerkrieges gekauft.
 SchwedenIn Dienst gestellt als 37 mm infanterikanon m/34 (Infanteriekanonenmodell 1934), modernisierte Version im Jahr 1938 als 37 mm pansarvärnskanon m/38 (PaK Modell 1938) und 37 mm pansarvärnskanon m/38 F. Die PaK wurde auch als Panzerkanone für den 37 mm Kanon m/38 stridsvagn und als Bewaffnung für die leichten Landsverk L-60-Panzer Strv m/38, Strv m/39, Strv m/40 sowie für die schwedische Version des leichten tschechischen TNH mit dem Namen Strv m/41 verwendet.
 Türkei
 Vereinigtes KönigreichEinige vom anglo-ägyptischen Sudan bestellte schwedische m/34 wurden als Ordonance QF 37 mm Mk I verwendet.
 SowjetunionEinige Dutzend der polnischen PaK fielen bei der Besetzung Ostpolens in sowjetische Hände und wurden ab Jahresende 1941 verwendet, um den akuten Mangel an PaK zu decken.
 Jugoslawien

## Einsatz

### Spanischer Bürgerkrieg
Die Bofors-Kanone wurde erstmals im Spanischen Bürgerkrieg eingesetzt, wo sie leicht die Panzerung der damaligen leichten Panzer durchschlagen konnte.

### Finnischer Winterkrieg
Während des Winterkrieges wurden die finnischen PaK erfolgreich gegen die sowjetischen Panzer T-26, T-28 und BT eingesetzt. Während des Fortsetzungskrieges machte sich jedoch die Unterlegenheit gegenüber den T-34- und KW-Panzern bemerkbar, weshalb die Kanone nur noch zur Infanterieunterstützung genutzt wurde.

### Polenfeldzug
Die polnischen Modelle wurden erstmals während des deutschen Überfalls auf Polen verwendet. Die Wołyńska Kavallerie-Brigade konnte mit ihren Bofors-Kanonen in einer der ersten Schlachten des Krieges, der Schlacht von Mokra, der deutschen 4. Panzer-Division eine Niederlage zufügen. Zu dieser Zeit war die deutsche Panzertruppe zumeist mit den leichten Panzertypen Pz.Kpfw. I und II ausgerüstet, deren Panzerung nur Schutz gegen Handfeuerwaffen und schwere Maschinengewehre bot, aber auch die Panzerung der ersten Modelle der Pz.Kpfw. III und IV konnten von diesem Geschütz auf eine Entfernung von 500 m durchschlagen werden. Nach der Teilung Polens 1939 fielen die meisten Exemplare in deutsche und sowjetische Hände.

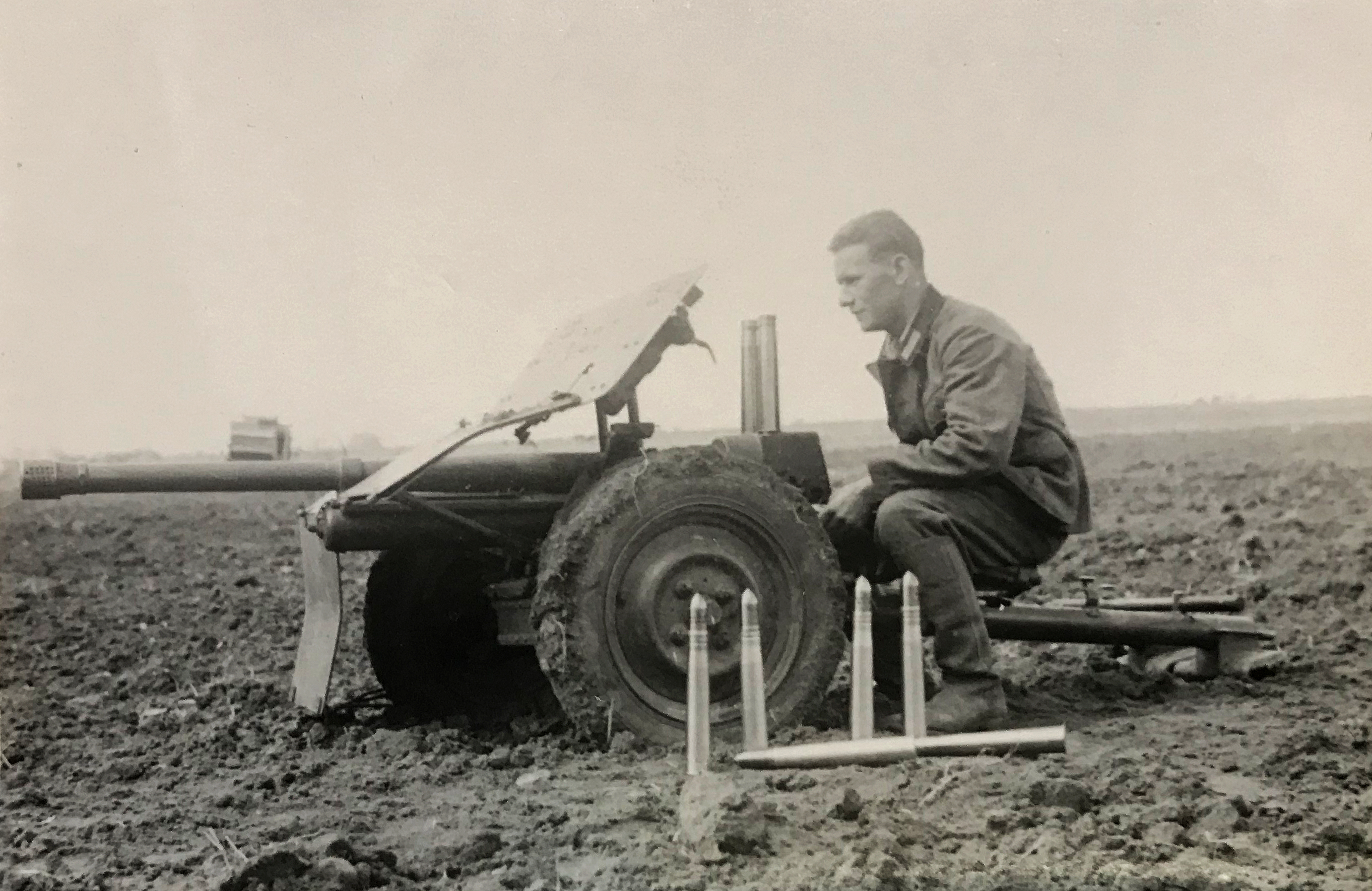
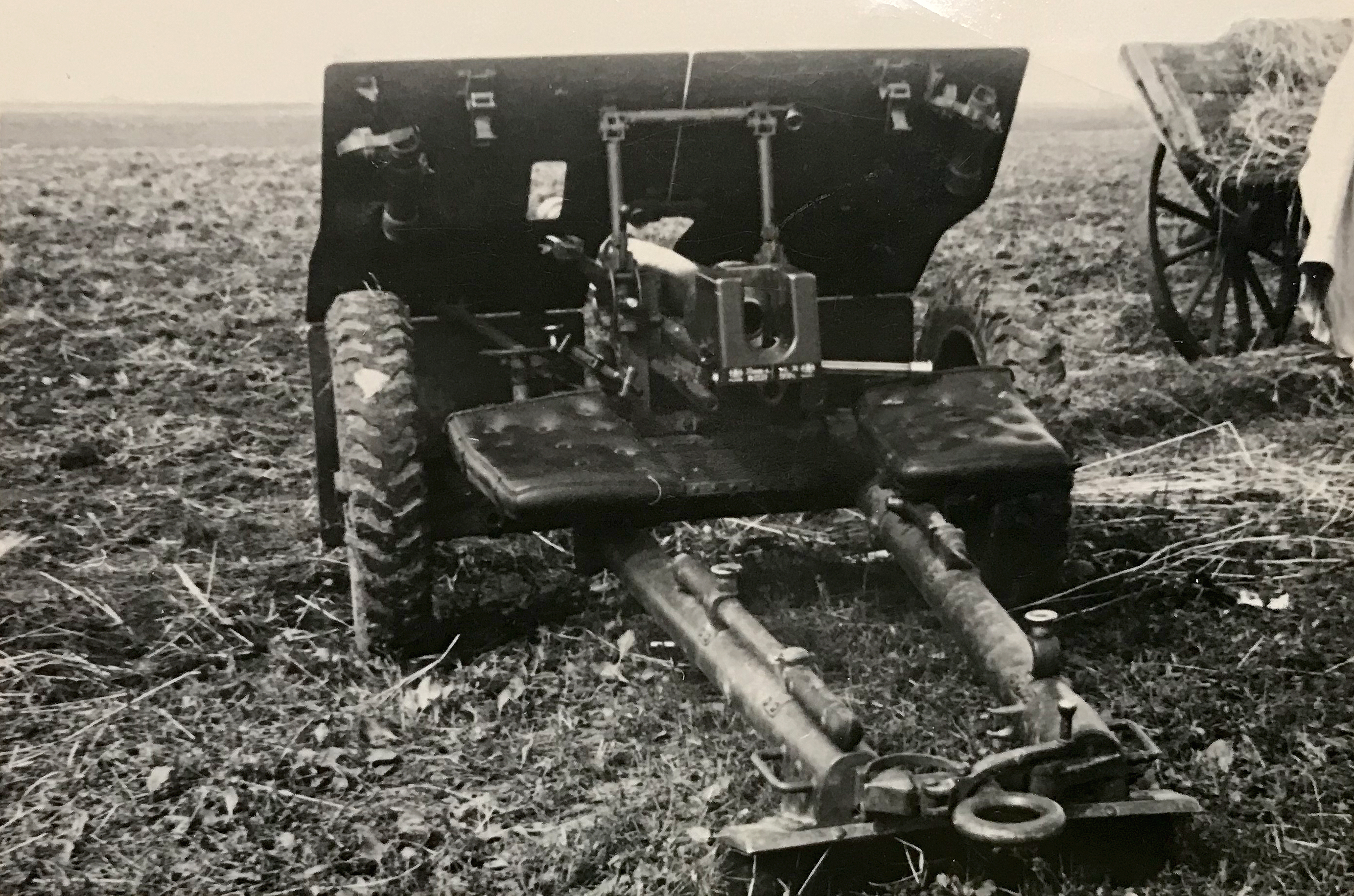
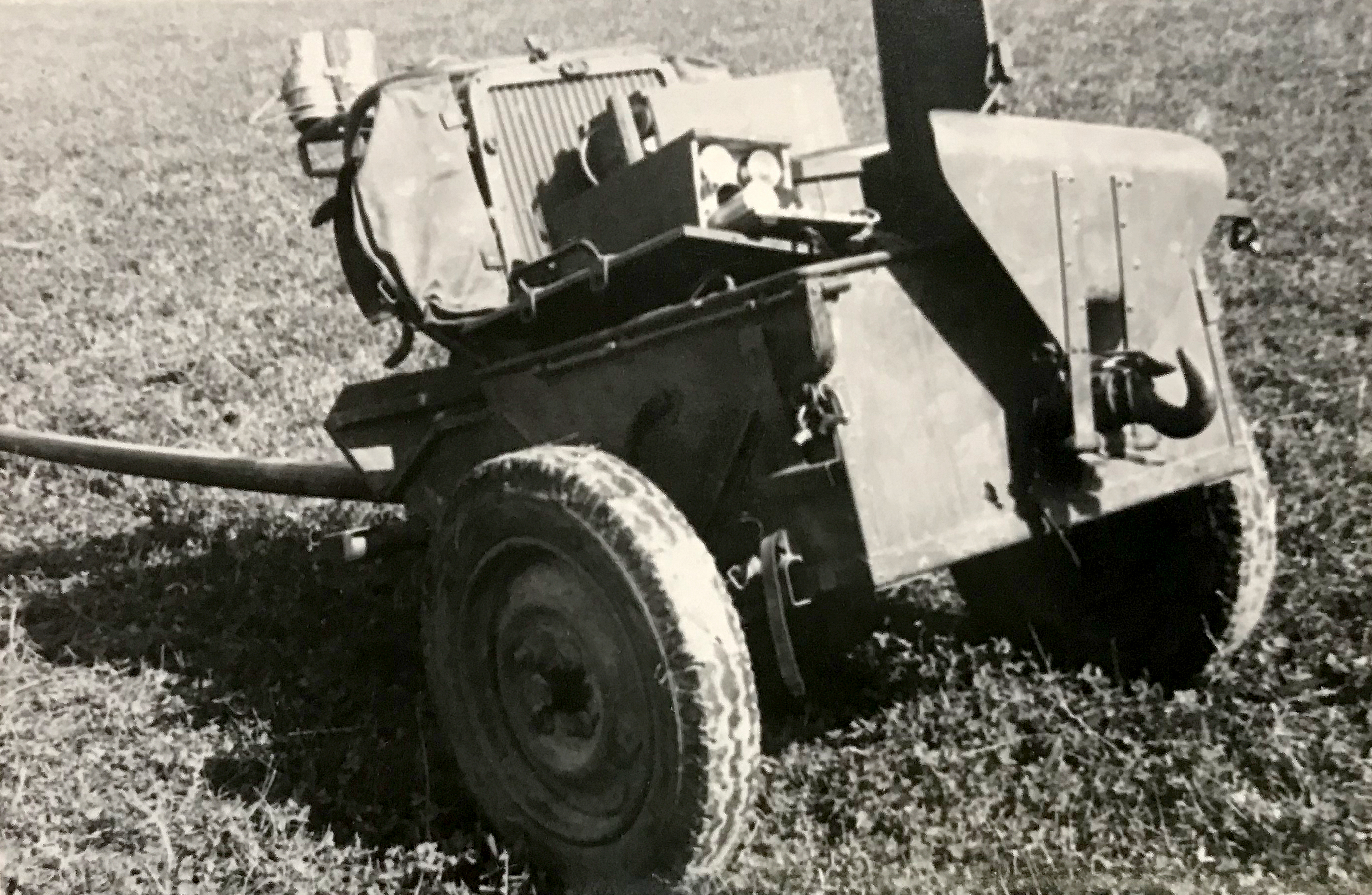

Während des deutschen Überfalls auf Polen erbeutetes Exemplar mit dazugehörigem Munitionsanhänger.

### Unternehmen Weserübung
Obwohl nur eine dänische PaK während des Unternehmens Weserübung eingesetzt wurde, konnten zwei Panzer und die Ketten eines dritten Panzers zerstört werden, bevor die Bedienmannschaft entweder tot oder verwundet war. Ein deutscher Panzer fuhr über die Kanone und wurde zerstört. Die PaK ist nun im Tøjhusmuseet in Kopenhagen zu sehen.

### Nordafrika
Die Kanone wurde auch zur Ausrüstung der britischen Armee in Nordafrika genutzt, um die zuvor im Westfeldzug verlorenen PaK zu ersetzen. Die Kanone wurde auch portee – am Rücksitz eines Fahrzeugs – transportiert.

### Andere Nationen
Bofors-Kanonen wurden auch im Zweiten Weltkrieg vom Deutschen Reich, den Niederlanden und der UdSSR genutzt, worüber es jedoch keine detaillierten Einsatzreporte gibt.

## Fazit
Zur Zeit ihrer Einführung war die Bofors-PaK eine effiziente Waffe, die damalige Panzer zerstören konnte. Ihre Durchschlagsleistung, ihr geringes Gewicht und die hohe Feuerrate machten sie zu einer beliebten Panzerabwehrwaffe im Vorkriegseuropa. Nach der Einführung stärker gepanzerter Panzermodelle in der frühen Phase des Zweiten Weltkrieges wurde die Kanone ähnlich wie die amerikanische 37-mm-Kanone M3 und die deutsche PaK 36 überflüssig.

## Munition

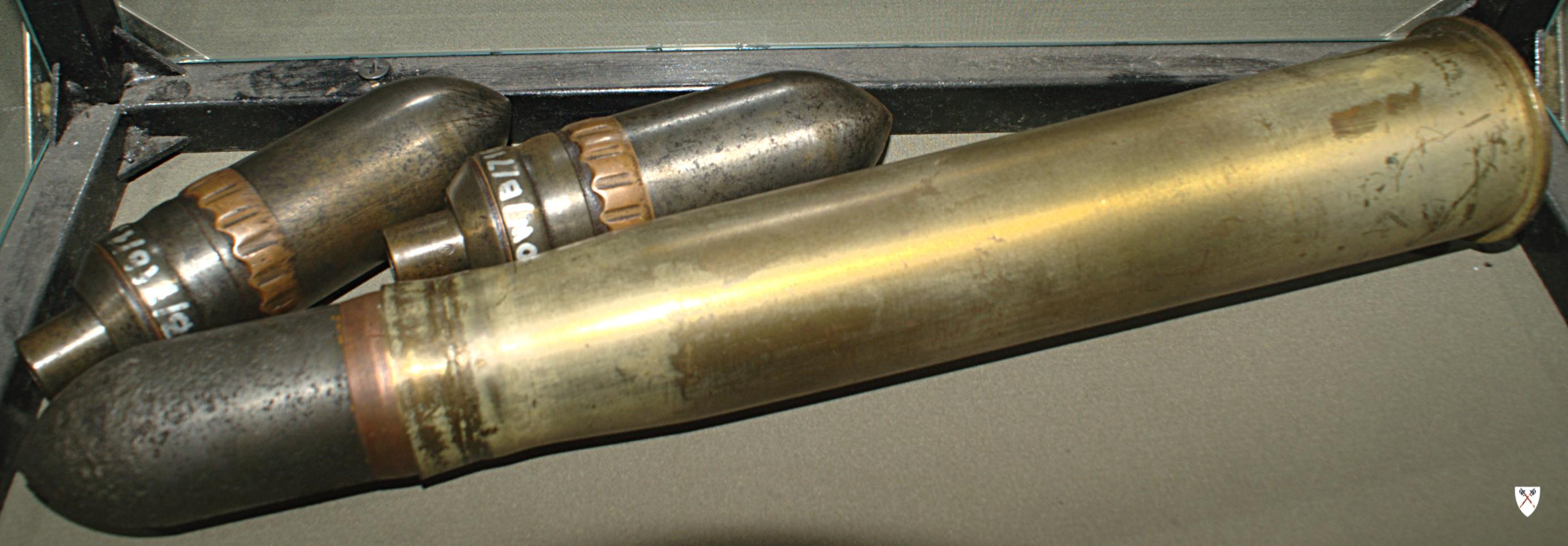
Munition

- Munition: panzerbrechend (AP) mit Leuchtspur
- (AP): 0,70 kg
- Durchschlagsleistung: (AP-Granate, Auftreffwinkel 60 Grad):
  - 300 yards (= 274,3 m): 40 mm
  - 457 yards (= 417,9 m): 33 mm
  - 600 yards (= 548,6 m): 30 mm
  - 900 yards (= 822,9 m): 20 mm
  - 1200 yards(= 1097,3 m): 15 mm